# Hans Hermannstädter
Hans Hermannstädter (n. 6 februarie 1918, Cristian, România – d. 30 decembrie 2006, Augsburg, Germania) a fost un handbalist de etnie germană care a jucat pentru echipa națională a României. Hermannstädter a fost component al selecționatei în 11 jucători a României care s-a clasat pe locul al șaselea la Olimpiada din 1936, găzduită de Germania. El a jucat în primul din cele trei meciuri.
În 1938 Hans Hermannstädter s-a aflat în lotul selecționatei în 11 jucători a României care s-a clasat pe locul 5 la Campionatul Mondial de Handbal de câmp din Germania.
Hans Hermannstädter a fost component de bază al clubului Hermannstädter Turnverein(de) (Societatea de Gimnastică Sibiu) din Sibiu.